# Major League Soccer 2012
La temporada 2012 de la Major League Soccer (MLS) fue la 17.ª edición realizada de la primera división del fútbol en los Estados Unidos y Canadá. Empezó el 10 de marzo y concluyó el 1 de diciembre.
El 1 de diciembre se disputó la final de la MLS Cup 2012 en el The Home Depot Center, Los Angeles Galaxy venció por 3 a 1 a Houston Dynamo y alcanzando su cuarta MLS Cup en su historia e igualando en el historial al D.C. United con 4 copas.

## Cambios
- Montreal Impact se unió a la liga y jugará en la Conferencia Este.
- Bank of Montreal firmó como patrocinador de la camiseta del Montreal Impact.
- Quaker firmó como nuevo patrocinador de la camiseta para el Chicago Fire.
- Barbasol firmó como nuevo patrocinador para la camiseta de Columbus Crew.
- AdvoCare se convirtió por primera vez en el patrocinador del FC Dallas.
- La Postemporada ya no usará la fase preliminar (Wild Card) y la posibilidad de  "cross-overs" (los equipos de cada conferencia deberán jugar en Primera Ronda). Los 5 equipos de cada conferencia clasificarán a la Postemporada.[3]
  - Los equipos que finalicen en el 4.º al 5.º lugar de cada conferencia se jugará un partido en primera ronda, el ganador accede a las semifinales de conferencia para enfrentar contra un equipo que termine 1.º en su respectiva conferencia.
  - En las Finales de conferencias cada llave jugará 2 partidos (ida y vuelta).

- La final de la MLS Cup se desarrolló el 1 de diciembre,[4] además la sede de la final se disputó en el estadio del equipo que haya terminado con la mayor cantidad de puntos en la temporada regular.

## Información de los equipos
| Chicago Fire                               | Bridgeview       | Frank Klopas        | Toyota Park                | 20.000 |
| Chivas USA                                 | Carson           | Robin Fraser        | The Home Depot Center      | 27.000 |
| Colorado Rapids                            | Commerce City    | Óscar Pareja        | Dick's Sporting Goods Park | 19.680 |
| Columbus Crew                              | Columbus         | Robert Warzycha     | Columbus Crew Stadium      | 20.145 |
| D.C. United                                | Washington D. C. | Ben Olsen           | RFK Memorial Stadium       | 19.467 |
| FC Dallas                                  | Frisco           | Schellas Hyndman    | FC Dallas Stadium          | 21.193 |
| Houston Dynamo                             | Houston          | Dominic Kinnear     | BBVA Compass Stadium       | 22.000 |
| Los Angeles Galaxy                         | Carson           | Bruce Arena         | The Home Depot Center      | 27.000 |
| Montreal Impact                            | Montreal         | Jesse Marsch        | Estadio Saputo             | 20.341 |
| New England Revolution                     | Foxborough       | Jay Heaps           | Gillette Stadium           | 22.385 |
| New York Red Bulls                         | Harrison         | Hans Backe          | Red Bull Arena             | 25.189 |
| Philadelphia Union                         | Chester          | John Hackworth      | PPL Park                   | 18.500 |
| Portland Timbers                           | Portland         | Gavin Wilkinson (I) | Jeld-Wen Field             | 20.323 |
| Real Salt Lake                             | Sandy            | Jason Kreis         | Rio Tinto Stadium          | 20.213 |
| San Jose Earthquakes                       | Santa Clara      | Frank Yallop        | Buck Shaw Stadium          | 10.525 |
| Seattle Sounders FC                        | Seattle          | Sigi Schmid         | CenturyLink Field          | 38.500 |
| Sporting Kansas City                       | Kansas City      | Peter Vermes        | Livestrong Sporting Park   | 18.467 |
| Toronto FC                                 | Toronto          | Paul Mariner        | BMO Field                  | 21.859 |
| Vancouver Whitecaps                        | Vancouver        | Martin Rennie       | BC Place                   | 21.000 |
| Datos actualizados al 14 de junio de 2012. |                  |                     |                            |        |

### Equipos porestadoyprovincia
Estados Unidos
| Estado           | N.º | Equipos                                               |
| ---------------- | --- | ----------------------------------------------------- |
| California       | 3   | Chivas USA, Los Angeles Galaxy y San Jose Earthquakes |
| Texas            | 2   | FC Dallas y Houston Dynamo                            |
| Colorado         | 1   | Colorado Rapids                                       |
| Illinois         | 1   | Chicago Fire                                          |
| Kansas           | 1   | Sporting Kansas City                                  |
| Massachusetts    | 1   | New England Revolution                                |
| Nueva Jersey     | 1   | New York Red Bulls                                    |
| Ohio             | 1   | Columbus Crew                                         |
| Oregón           | 1   | Portland Timbers                                      |
| Pensilvania      | 1   | Philadelphia Union                                    |
| Utah             | 1   | Real Salt Lake                                        |
| Washington       | 1   | Seattle Sounders FC                                   |
| Washington D. C. | 1   | D.C. United                                           |

Canadá
| Provincia          | N.º | Equipos             |
| ------------------ | --- | ------------------- |
| Columbia Británica | 1   | Vancouver Whitecaps |
| Ontario            | 1   | Toronto FC          |
| Quebec             | 1   | Montreal Impact     |

### Cambios de entrenadores
Pretemporada
| Club                   | Entrenador saliente | Fecha de salida        | Reemplazado por | Fecha de llegada        |
| ---------------------- | ------------------- | ---------------------- | --------------- | ----------------------- |
| Montreal Impact        | Equipo de expansión | Equipo de expansión    | Jesse Marsch    | 10 de agosto de 2011    |
| Vancouver Whitecaps    | Tom Soehn           | octubre de 2011        | Martin Rennie   | 25 de mayo de 2011      |
| New England Revolution | Steve Nicol         | 24 de octubre de 2011  | Jay Heaps       | 14 de noviembre de 2011 |
| Colorado Rapids        | Gary Smith          | 7 de noviembre de 2011 | Óscar Pareja    | 5 de enero de 2012      |

Temporada
| Club               | Entrenador saliente | Fecha de salida     | Reemplazado por            | Fecha de llegada    |
| ------------------ | ------------------- | ------------------- | -------------------------- | ------------------- |
| Toronto FC         | Aron Winter         | 7 de junio de 2012  | Paul Mariner               | 7 de junio de 2012  |
| Philadelphia Union | Piotr Nowak         | 13 de junio de 2012 | John Hackworth             | 13 de junio de 2012 |
| Portland Timbers   | John Spencer        | 9 de julio de 2012  | Gavin Wilkinson (interino) | 9 de julio de 2012  |

## Posiciones
- Actualizado el 29 de octubre de 2012.

### Conferencia Este
| Pos. | Equipos                | PJ | G  | E  | P  | GF | GC | Dif. | Pts. |
| ---- | ---------------------- | -- | -- | -- | -- | -- | -- | ---- | ---- |
| 1    | Sporting Kansas City   | 34 | 18 | 9  | 7  | 42 | 27 | +15  | 63   |
| 2    | D.C. United            | 34 | 17 | 7  | 10 | 53 | 43 | +10  | 58   |
| 3    | New York Red Bulls     | 34 | 16 | 9  | 9  | 57 | 46 | +11  | 57   |
| 4    | Chicago Fire           | 34 | 17 | 6  | 11 | 46 | 41 | +5   | 57   |
| 5    | Houston Dynamo         | 34 | 14 | 11 | 9  | 48 | 41 | +7   | 53   |
| 6    | Columbus Crew          | 34 | 15 | 7  | 12 | 44 | 44 | 0    | 52   |
| 7    | Montreal Impact        | 34 | 12 | 6  | 16 | 45 | 51 | -6   | 42   |
| 8    | Philadelphia Union     | 34 | 10 | 6  | 18 | 37 | 45 | -8   | 36   |
| 9    | New England Revolution | 34 | 9  | 8  | 17 | 39 | 44 | -5   | 35   |
| 10   | Toronto FC             | 34 | 5  | 8  | 21 | 36 | 62 | -26  | 23   |

     Clasifica a los playoffs 2012.

     Clasifica a los playoffs 2012 (Primera ronda).

### Conferencia Oeste
| Pos. | Equipos              | PJ | G  | E  | P  | GF | GC | Dif. | Pts. |
| ---- | -------------------- | -- | -- | -- | -- | -- | -- | ---- | ---- |
| 1    | San Jose Earthquakes | 34 | 19 | 9  | 6  | 72 | 43 | +29  | 66   |
| 2    | Real Salt Lake       | 34 | 17 | 6  | 11 | 46 | 35 | +11  | 57   |
| 3    | Seattle Sounders FC  | 34 | 15 | 11 | 8  | 51 | 33 | +18  | 56   |
| 4    | Los Angeles Galaxy   | 34 | 16 | 6  | 12 | 59 | 47 | +12  | 54   |
| 5    | Vancouver Whitecaps  | 34 | 11 | 10 | 13 | 35 | 41 | -6   | 43   |
| 6    | FC Dallas            | 34 | 9  | 12 | 13 | 42 | 47 | -5   | 39   |
| 7    | Colorado Rapids      | 34 | 11 | 4  | 19 | 44 | 50 | -6   | 37   |
| 8    | Portland Timbers     | 34 | 8  | 10 | 16 | 34 | 56 | -22  | 34   |
| 9    | Chivas USA           | 34 | 7  | 9  | 18 | 24 | 58 | -34  | 30   |

     Clasifica a los playoffs 2012.

     Clasifica a los playoffs 2012 (Primera ronda).

### Tabla General
| Pos. | Equipos                | PJ | G  | E  | P  | GF | GC | Dif. | Pts. |
| ---- | ---------------------- | -- | -- | -- | -- | -- | -- | ---- | ---- |
| 1    | San Jose Earthquakes   | 34 | 19 | 9  | 6  | 72 | 43 | +29  | 66   |
| 2    | Sporting Kansas City   | 34 | 18 | 9  | 7  | 42 | 27 | +15  | 63   |
| 3    | D.C. United            | 34 | 17 | 7  | 10 | 53 | 43 | +10  | 58   |
| 4    | New York Red Bulls     | 34 | 16 | 9  | 9  | 57 | 46 | +11  | 57   |
| 5    | Real Salt Lake         | 34 | 17 | 6  | 11 | 46 | 35 | +11  | 57   |
| 6    | Chicago Fire           | 34 | 17 | 6  | 11 | 46 | 41 | +5   | 57   |
| 7    | Seattle Sounders FC    | 34 | 15 | 11 | 8  | 51 | 33 | +18  | 56   |
| 8    | Los Angeles Galaxy     | 34 | 16 | 6  | 12 | 59 | 47 | +12  | 54   |
| 9    | Houston Dynamo         | 34 | 14 | 11 | 9  | 48 | 41 | +7   | 53   |
| 10   | Columbus Crew          | 34 | 15 | 7  | 12 | 44 | 44 | 0    | 52   |
| 11   | Vancouver Whitecaps    | 34 | 11 | 10 | 13 | 35 | 41 | -6   | 43   |
| 12   | Montreal Impact        | 34 | 12 | 6  | 16 | 45 | 51 | -6   | 42   |
| 13   | FC Dallas              | 34 | 9  | 12 | 13 | 42 | 47 | -5   | 39   |
| 14   | Colorado Rapids        | 34 | 11 | 4  | 19 | 44 | 50 | -6   | 37   |
| 15   | Philadelphia Union     | 34 | 10 | 6  | 18 | 37 | 45 | -8   | 36   |
| 16   | New England Revolution | 34 | 9  | 8  | 17 | 39 | 44 | -5   | 35   |
| 17   | Portland Timbers       | 34 | 8  | 10 | 16 | 34 | 56 | -22  | 34   |
| 18   | Chivas USA             | 34 | 7  | 9  | 18 | 24 | 58 | -34  | 30   |
| 19   | Toronto FC             | 34 | 5  | 8  | 21 | 36 | 62 | -26  | 23   |

     MLS Supporters' Shield 2012, Concacaf Liga Campeones 2013-14.

## Postemporada
|  | Primera ronda |                |   |  |
|  |               |                |   |  |
|  | E4            | Chicago Fire   | 1 |  |
|  | E4            | Chicago Fire   | 1 |  |
|  | E5            | Houston Dynamo | 2 |  |
|  | E5            | Houston Dynamo | 2 |  |

|  | Primera ronda |                     |   |  |
|  |               |                     |   |  |
|  | O4            | Los Angeles Galaxy  | 2 |  |
|  | O4            | Los Angeles Galaxy  | 2 |  |
|  | O5            | Vancouver Whitecaps | 1 |  |
|  | O5            | Vancouver Whitecaps | 1 |  |

|  | Semifinales de conferencia | Semifinales de conferencia | Semifinales de conferencia | Semifinales de conferencia |   |    | Finales de conferencia | Finales de conferencia | Finales de conferencia | Finales de conferencia |  |    | MLS Cup        | MLS Cup | MLS Cup |  |
|  |                            |                            |                            |                            |   |    |                        |                        |                        |                        |  |    |                |         |         |  |
|  |                            |                            |                            |                            |   |    |                        |                        |                        |                        |  |    |                |         |         |  |
|  | E1                         | Sporting Kansas City       | 0                          | 1                          |   |    |                        |                        |                        |                        |  |    |                |         |         |  |
|  | E1                         | Sporting Kansas City       | 0                          | 1                          |   |    |                        |                        |                        |                        |  |    |                |         |         |  |
|  | E5                         | Houston Dynamo             | 2                          | 0                          |   |    |                        |                        |                        |                        |  |    |                |         |         |  |
|  | E5                         | Houston Dynamo             | 2                          | 0                          |   | E5 | Houston Dynamo         | 3                      | 1                      |                        |  |    |                |         |         |  |
|  | Conferencia Este           |                            |                            |                            |   | E5 | Houston Dynamo         | 3                      | 1                      |                        |  |    |                |         |         |  |
|  |                            |                            | E2                         | D.C. United                | 1 | 1  |                        |                        |                        |                        |  |    |                |         |         |  |
|  | E2                         | D.C. United                | E2                         | D.C. United                | 1 | 1  | 1                      | 1                      |                        |                        |  |    |                |         |         |  |
|  | E2                         | D.C. United                |                            |                            |   |    |                        |                        |                        |                        |  |    |                |         |         |  |
|  | E3                         | New York Red Bulls         | 1                          | 0                          |   |    |                        |                        |                        |                        |  |    |                |         |         |  |
|  | E3                         | New York Red Bulls         | 1                          | 0                          |   |    |                        |                        |                        |                        |  | E5 | Houston Dynamo | 1       |         |  |
|  |                            |                            |                            |                            |   |    |                        |                        |                        |                        |  | E5 | Houston Dynamo | 1       |         |  |
|  |                            |                            | O4                         | Los Angeles Galaxy         | 3 |    |                        |                        |                        |                        |  |    |                |         |         |  |
|  | O1                         | San Jose Earthquakes       | O4                         | Los Angeles Galaxy         | 3 | 1  | 1                      |                        |                        |                        |  |    |                |         |         |  |
|  | O1                         | San Jose Earthquakes       |                            |                            |   |    |                        |                        |                        |                        |  |    |                |         |         |  |
|  | O4                         | Los Angeles Galaxy         | 0                          | 3                          |   |    |                        |                        |                        |                        |  |    |                |         |         |  |
|  | O4                         | Los Angeles Galaxy         | 0                          | 3                          |   | E4 | Los Angeles Galaxy     | 3                      | 1                      |                        |  |    |                |         |         |  |
|  | Conferencia Oeste          |                            |                            |                            |   | E4 | Los Angeles Galaxy     | 3                      | 1                      |                        |  |    |                |         |         |  |
|  |                            |                            | O3                         | Seattle Sounders FC        | 0 | 2  |                        |                        |                        |                        |  |    |                |         |         |  |
|  | O2                         | Real Salt Lake             | O3                         | Seattle Sounders FC        | 0 | 2  | 0                      | 0                      |                        |                        |  |    |                |         |         |  |
|  | O2                         | Real Salt Lake             |                            |                            |   |    |                        |                        |                        |                        |  |    |                |         |         |  |
|  | O3                         | Seattle Sounders FC        | 0                          | 1                          |   |    |                        |                        |                        |                        |  |    |                |         |         |  |
|  | O3                         | Seattle Sounders FC        | 0                          | 1                          |   |    |                        |                        |                        |                        |  |    |                |         |         |  |
|  |                            |                            |                            |                            |   |    |                        |                        |                        |                        |  |    |                |         |         |  |

|                                       |
|                                       |
| Campeón Los Angeles Galaxy 4.° título |

## Premios individuales

### Goleadores

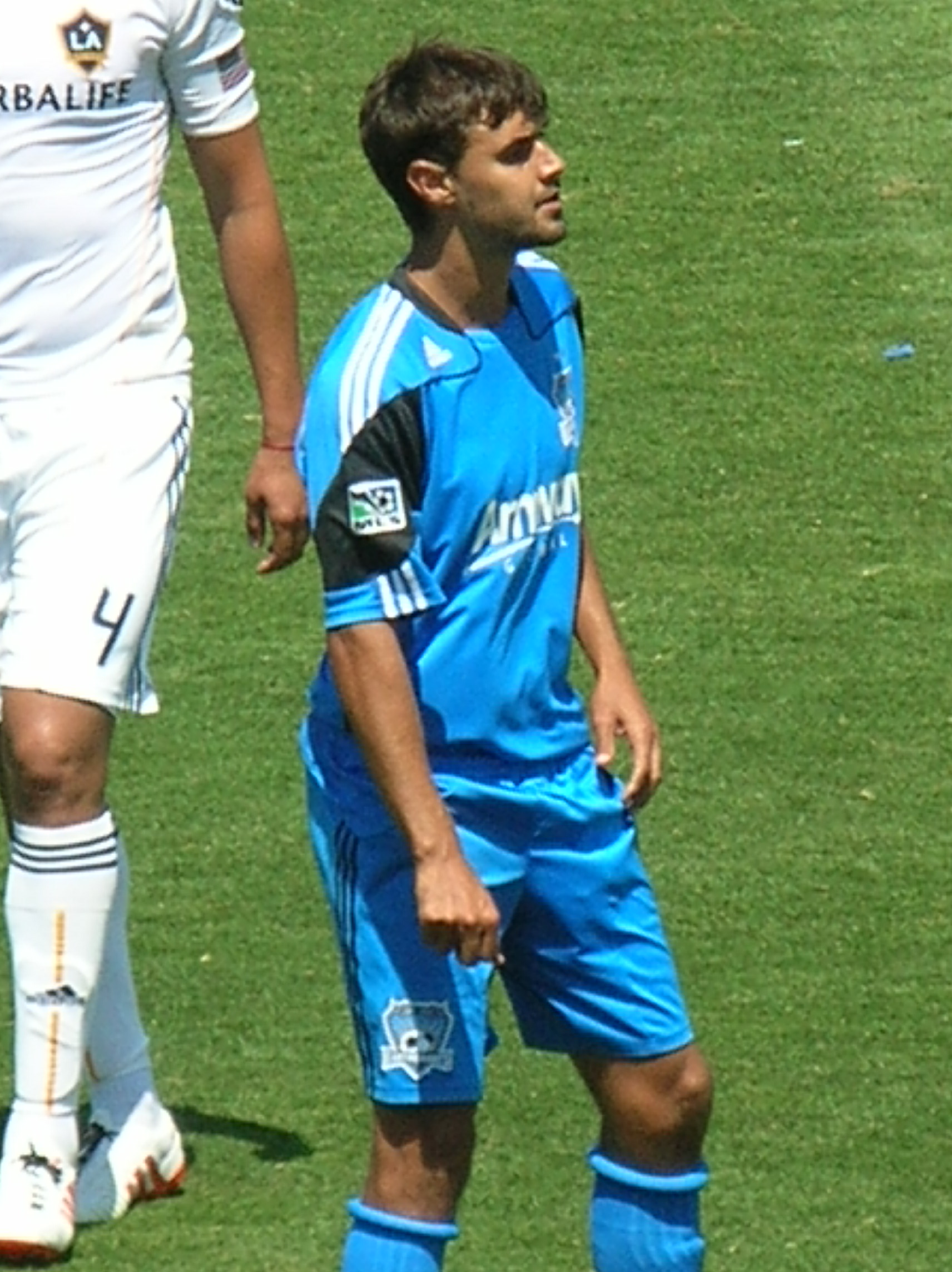
Chris Wondolowski, fue el máximo anotador con 27 goles y ganador de la Bota de Oro.

| Jugador           | Equipo                 | Goles |
| ----------------- | ---------------------- | ----- |
| Chris Wondolowski | San Jose Earthquakes   | 27    |
| Kenny Cooper      | New York Red Bulls     | 18    |
| Álvaro Saborío    | Real Salt Lake         | 17    |
| Robbie Keane      | Los Angeles Galaxy     | 16    |
| Thierry Henry     | New York Red Bulls     | 15    |
| Eddie Johnson     | Seattle Sounders FC    | 14    |
| Freddy Montero    | Seattle Sounders FC    | 13    |
| Alan Gordon       | San Jose Earthquakes   | 13    |
| Chris Pontius     | D.C. United            | 12    |
| Will Bruin        | Houston Dynamo         | 12    |
| Kei Kamara        | Sporting Kansas City   | 11    |
| Saër Sène         | New England Revolution | 11    |

### Asistencias
| Jugador           | Equipo               | Asistencias |
| ----------------- | -------------------- | ----------- |
| Graham Zusi       | Sporting Kansas City | 15          |
| Landon Donovan    | Los Angeles Galaxy   | 14          |
| Marvin Chávez     | San Jose Earthquakes | 13          |
| Mauro Rosales     | Seattle Sounders FC  | 13          |
| Brad Davis        | Houston Dynamo       | 12          |
| Dwayne De Rosario | D.C. United          | 12          |
| Thierry Henry     | New York Red Bulls   | 12          |
| Felipe Martins    | Montreal Impact      | 10          |
| David Beckham     | Los Angeles Galaxy   | 9           |
| David Ferreira    | FC Dallas            | 9           |

### Jugador de la semana
| Semana       | Futbolista        | Equipo                 |
| ------------ | ----------------- | ---------------------- |
| Semana 1     | Kalif Alhassan    | Portland Timbers       |
| Semana 2     | David Estrada     | Seattle Sounders FC    |
| Semana 3     | Thierry Henry     | New York Red Bulls     |
| Semana 4     | Thierry Henry     | New York Red Bulls     |
| Semana 5     | Thierry Henry     | New York Red Bulls     |
| Semana 6     | Dan Kennedy       | Chivas USA             |
| Semana 7     | Chris Pontius     | D.C. United            |
| Semana 8     | Steven Lenhart    | San Jose Earthquakes   |
| Semana 9     | Chris Wondolowski | San Jose Earthquakes   |
| Semana 10    | Lee Nguyen        | New England Revolution |
| Semana 11    | Dwayne De Rosario | D.C. United            |
| Semana 12    | Emilio Rentería   | Columbus Crew          |
| Semana 13-15 | Patrice Bernier   | Montreal Impact        |
| Semana 16    | Landon Donovan    | Los Angeles Galaxy     |
| Semana 17    | Danny Koevermans  | Toronto FC             |
| Semana 18    | Álvaro Saborío    | Real Salt Lake         |
| Semana 19    | Chris Wondolowski | San Jose Earthquakes   |
| Semana 20    | Calen Carr        | Houston Dynamo         |
| Semana 21    | Jairo Arrieta     | Columbus Crew          |
| Semana 22    | Eddie Johnson     | Seattle Sounders FC    |
| Semana 23    | Landon Donovan    | Los Angeles Galaxy     |
| Semana 24    | David Ferreira    | FC Dallas              |
| Semana 25    | Federico Higuaín  | Columbus Crew          |
| Semana 26    | Federico Higuaín  | Columbus Crew          |
| Semana 27    | Eddie Johnson     | Seattle Sounders FC    |
| Semana 28    | Sean Johnson      | Chicago Fire           |
| Semana 29    | Thierry Henry     | New York Red Bulls     |
| Semana 30    | Chris Wondolowski | San Jose Earthquakes   |
| Semana 31    | Thierry Henry     | New York Red Bulls     |
| Semana 32    | Chris Wondolowski | San Jose Earthquakes   |
| Semana 33    | Brad Evans        | Seattle Sounders FC    |
| Semana 34    | Kenny Cooper      | New York Red Bulls     |

### Jugador del mes
| Mes        | Futbolista        | Equipo               |
| ---------- | ----------------- | -------------------- |
| Marzo      | Thierry Henry     | New York Red Bulls   |
| Abril      | Chris Wondolowski | San Jose Earthquakes |
| Mayo       | Dwayne De Rosario | D.C. United          |
| Junio      | Chris Wondolowski | San Jose Earthquakes |
| Julio      | Robbie Keane      | Los Angeles Galaxy   |
| Agosto     | Patrice Bernier   | Montreal Impact      |
| Septiembre | Chris Wondolowski | San Jose Earthquakes |
| Octubre    | Chris Wondolowski | San Jose Earthquakes |

### Gol de la semana
| Semana       | Futbolista        | Equipo                 |
| ------------ | ----------------- | ---------------------- |
| Semana 1     | Kris Boyd         | Portland Timbers       |
| Semana 2     | Ryan Johnson      | Toronto FC             |
| Semana 3     | Thierry Henry     | New York Red Bulls     |
| Semana 4     | Darlington Nagbe  | Portland Timbers       |
| Semana 5     | Álvaro Saborío    | Real Salt Lake         |
| Semana 6     | David Beckham     | Los Angeles Galaxy     |
| Semana 7     | Kyle Beckerman    | Real Salt Lake         |
| Semana 8     | Marco Pappa       | Chicago Fire           |
| Semana 9     | Freddy Montero    | Seattle Sounders FC    |
| Semana 10    | David Beckham     | Los Angeles Galaxy     |
| Semana 11    | Freddy Montero    | Seattle Sounders FC    |
| Semana 12    | C. J. Sapong      | Sporting Kansas City   |
| Semana 13-15 | Júlio César       | Sporting Kansas City   |
| Semana 16    | Patrick Ianni     | Seattle Sounders FC    |
| Semana 17    | Chris Wondolowski | San Jose Earthquakes   |
| Semana 18    | Jack McInerney    | Philadelphia Union     |
| Semana 19    | David Beckham     | Los Angeles Galaxy     |
| Semana 20    | José Villarreal   | Los Angeles Galaxy     |
| Semana 21    | Saër Sène         | New England Revolution |
| Semana 22    | Felipe Martins    | Montreal Impact        |
| Semana 23    | Sanna Nyassi      | Montreal Impact        |
| Semana 24    | Lamar Neagle      | Montreal Impact        |
| Semana 25    | Marco Di Vaio     | Montreal Impact        |
| Semana 26    | David Beckham     | Los Angeles Galaxy     |
| Semana 27    | Eddie Johnson     | Seattle Sounders FC    |
| Semana 28    | Freddy Montero    | Seattle Sounders FC    |
| Semana 29    | Javier Morales    | Real Salt Lake         |
| Semana 30    | Álvaro Saborío    | Real Salt Lake         |
| Semana 31    | Robbie Keane      | Los Angeles Galaxy     |
| Semana 32    | Jack Jewsbury     | Portland Timbers       |
| Semana 33    | Jacob Peterson    | Sporting Kansas City   |

## Equipo ideal de la temporada
| Pos. | Futbolista        | Equipo               |
| ---- | ----------------- | -------------------- |
| POR  | Jimmy Nielsen     | Sporting Kansas City |
| DEF  | Víctor Bernárdez  | San Jose Earthquakes |
| DEF  | Matt Besler       | Sporting Kansas City |
| DEF  | Aurélien Collin   | Sporting Kansas City |
| MED  | Osvaldo Alonso    | Seattle Sounders FC  |
| MED  | Landon Donovan    | Los Angeles Galaxy   |
| MED  | Chris Pontius     | D.C. United          |
| MED  | Graham Zusi       | Sporting Kansas City |
| DEL  | Thierry Henry     | New York Red Bulls   |
| DEL  | Robbie Keane      | Los Angeles Galaxy   |
| DEL  | Chris Wondolowski | San Jose Earthquakes |

## Juego de las estrellas

### Juego de las Estrellas 2012
El Juego de las Estrellas 2012 fue la 17.ª edición del Juego de las Estrellas de la MLS se llevó a cabo el 25 de julio de 2012 entre el equipo de estrellas de la Major League Soccer y el Chelsea de Inglaterra, en un partido de carácter amistoso que se llevó a cabo en el PPL Park en Chester, Pensilvania. El partido terminó con un marcador de 3-2 a favor del equipo de las estrellas, los goles del equipo de las estrellas de la MLS fueron de Chris Wondolowski al minuto 21', Chris Pontius al minuto 73' y Eddie Johnson al minuto 91'; y por parte del equipo del Chelsea anotaron John Terry al minuto 32' y Frank Lampard al minuto 58'.